# La Vie d'garçon
Albums de Gilbert Bécaud
Mes mains - Nouveaux enregistrements
(1964) Olympia 1966
(1966)
La Vie d'garçon est un album studio 33 tours 30 cm de Gilbert Bécaud sorti le 11 mars 1965. Avec des titres de 1964, il comprend deux classiques : Nathalie et L'Orange. L'orchestre est de Raymond Bernard.

## Face A
1. La Vie d'garçon (Maurice Vidalin/Gilbert Bécaud) [3 min 10 s]
2. Quand le spectacle est terminé (Pierre Delanoë, Maurice Vidalin/Gilbert Bécaud) [3 min 00 s]
3. Il faut marcher (Pierre Delanoë, Maurice Vidalin/Gilbert Bécaud) [3 min 15 s]
4. Les Amoureux du monde (Louis Amade/Gilbert Bécaud) [2 min 40 s]
5. Nathalie (Pierre Delanoë/Gilbert Bécaud) [4 min 05 s] (1964)

## Face B
1. L'Orange (Pierre Delanoë/Gilbert Bécaud) [2 min 50 s][1] (1964)
2. Mon père à moi (Louis Amade/Gilbert Bécaud) [2 min 35 s] (1964)
3. Don Juan (Pierre Delanoë/Gilbert Bécaud) [3 min 00 s] (1964)
4. Rosy and John (Maurice Vidalin/Gilbert Bécaud) [3 min 15 s] (1964)
5. Mon arbre (Louis Amade/Gilbert Bécaud) [2 min 25 s] (1964)
6. T'es venu de loin (Louis Amade/Gilbert Bécaud) [3 min 10 s] (1964)

## Version CD sur le coffretL'Essentiel(2011)
45T de 1964
- 12. L'Aventure (Maurice Vidalin/Gilbert Bécaud)
- 13. Ma souris danse (Pierre Delanoë/Gilbert Bécaud)
- 14. Mourir à Capri (Pierre Delanoë/Gilbert Bécaud)
- 15. Dis, Mariette (Pierre Delanoë/Gilbert Bécaud)
- 16. Plein soleil (Maurice Vidalin/Gilbert Bécaud)

45T de 1965
- 17. Tu le regretteras (Pierre Delanoë/Gilbert Bécaud)
- 18. Les Jours meilleurs (Maurice Vidalin/Gilbert Bécaud)
- 19. Quand il est mort le poète (Louis Amade/Gilbert Bécaud)
- 20. Je t'aime (Maurice Vidalin/Gilbert Bécaud)

45T de 1966
- 21. Le Petit Oiseau de toutes les couleurs (Maurice Vidalin/Gilbert Bécaud)
- 22. Mes hommes à moi (Maurice Vidalin/Gilbert Bécaud)
- 23. Viens dans la lumière (Pierre Delanoë/Gilbert Bécaud)
- 24. Seul sur son étoile (Maurice Vidalin/Gilbert Bécaud)
- 25. Le petit prince est revenu (Gilbert Bécaud/Louis Amade)
- 26. Hey mon frère (Pierre Delanoë/Gilbert Bécaud)